# Liste der denkmalgeschützten Objekte in Stallehr
Die Liste der denkmalgeschützten Objekte in Stallehr enthält die denkmalgeschützten, unbeweglichen Objekte der Gemeinde Stallehr im Bezirk Bludenz.

## Denkmäler
| Foto |                 | Denkmal                                                                                                | Standort                          | Beschreibung | Metadaten |
| ---- | --------------- | --- | --------------------------------- | --- | --- |
| ja   | Datei hochladen | Wallfahrtskirche Mariä Geburt HERIS-ID: 56343 Objekt-ID: 65653                                         | Stallehr 20 Standort KG: Stallehr | Die Wallfahrtskirche Mariä Geburt in Stallehr entstand 1750 durch den Neu- oder Umbau einer 1640 an dieser Stelle errichteten Kapelle. Im frühen 19. Jahrhundert wurde sie verlängert. Langhaus und Chor haben ein gemeinsames Satteldach, die Sakristei ein Pultdach. Über dem Chor erhebt sich ein Glockenturm mit Spitzhelm. | BDA-Hist.: Q2542889 Status: § 2a Stand der BDA-Liste: 2025-06-30 Name: Wallfahrtskirche Mariä Geburt GstNr.: .57 Wallfahrtskirche Mariä Geburt, Stallehr        |
| ja   | Datei hochladen | Prähistorische Siedlung und mittelalterlicher Burgstall Diebschlössle HERIS-ID: 74853 Objekt-ID: 88299 | Stallehr Standort KG: Stallehr    | Das Diebsschlössle ist die Ruine einer mittelalterlichen Höhenburg. Auf dem Gelände wurden auch Überreste einer prähistorischen Siedlung dokumentiert. | BDA-Hist.: Q38137108 Status: Bescheid Stand der BDA-Liste: 2025-06-30 Name: Prähistorische Siedlung und mittelalterlicher Burgstall Diebschlössle GstNr.: 393/8 |